# Episodi di Peak Practice (seconda stagione)
La seconda stagione della serie televisiva Peak Practice è stata trasmessa in anteprima nel Regno Unito dalla Independent Television tra il 1º marzo 1994 e il 24 maggio 1994.
| nº | Titolo originale   | Titolo italiano | Prima TV UK    | Prima TV Italia |
| -- | ------------------ | --------------- | -------------- | --------------- |
| 1  | In Good Faith      |                 | 1º marzo 1994  |                 |
| 2  | Old Habits         |                 | 8 marzo 1994   |                 |
| 3  | Love Thy Neighbour |                 | 15 marzo 1994  |                 |
| 4  | Act of Remembrance |                 | 22 marzo 1994  |                 |
| 5  | Enemy Within       |                 | 30 marzo 1994  |                 |
| 6  | Long Weekend       |                 | 6 aprile 1994  |                 |
| 7  | Chance Encounter   |                 | 13 aprile 1994 |                 |
| 8  | Life Changes       |                 | 19 aprile 1994 |                 |
| 9  | Brave Face         |                 | 26 aprile 1994 |                 |
| 10 | Abbey              |                 | 3 maggio 1994  |                 |
| 11 | Perfect Love       |                 | 10 aprile 1994 |                 |
| 12 | Power Games        |                 | 17 maggio 1994 |                 |
| 13 | Happy Ever After   |                 | 24 maggio 1994 |                 |